# Ready or Not (jeu vidéo)
Pour les articles homonymes, voir Ready or Not (homonymie).
Ready or Not est un jeu vidéo de tir tactique à la première personne développé et édité par le studio irlandais VOID Interactive. 
D'abord publié en accès anticipé sur Steam le 17 décembre 2021, le titre sort officiellement le 13 décembre 2023 sur Windows, puis le 15 juillet 2025 sur PlayStation 5 et Xbox Series.

## Système de jeu
Le jeu est centré sur une équipe d'agents du SWAT dans la ville américaine fictive de Los Sueños (en espagnol : Les rêves). Le réalisme est un pilier central de l'expérience, les joueurs et les suspects étant tués en seulement quelques tirs. Une variété d'armes moins mortelles telles que des grenades assourdissantes, des tasers, sarbacanes et du gaz poivre sont disponibles en plus des armes à feu et les joueurs reçoivent plus de points pour avoir arrêté des suspects en vies.

### Modes
Cinq modes sont jouables : affronter des suspects barricadés, mener un raid, arrêter un tueur de masse, désamorcer des bombes et secourir des otages. Chaque mode a des règles d'engagement différentes avec des pénalités accordées pour les avoir enfreintes. Les missions sont jouables en solo avec des coéquipiers gérés par l'IA ou en coopération avec jusqu'à quatre autres joueurs via le multijoueur en ligne. Un mode joueur contre joueur compétitif est prévu pour la version complète.

## Développement
Le développement a commencé en juin 2016 et une bande-annonce de révélation du jeu a été publiée le 3 mai 2017 sur YouTube. Une version alpha du jeu a été mise à disposition le 19 août 2019 pour les propriétaires de l'édition Supporter plus onéreuse dans le cadre d'un accord de non-divulgation. Des youtubeurs ont été invités à un test JcJ en avril 2020 et ont été autorisés à publier les images. Un partenariat avec Team17 pour publier le jeu sous leur label a été annoncé le 22 mars 2021. Le jeu est sorti sur Steam Early Access le 17 décembre 2021.

### Perte d'éditeur
Le 20 décembre 2021, VOID a annoncé que son partenariat avec Team17 était terminé et qu'il ne publierait plus le jeu. Une spéculation a suggéré que cela était dû au fait que les développeurs pourraient inclure d'une fusillade dans une école dans de futures mises à jour, bien que ce lien ait été nié par VOID.

### Sortie sur consoles
Ready or Not sort le 15 juillet 2025 sur PlayStation 5 et Xbox Series, malgré la censure imposé par les deux constructeurs. Ainsi, il devient notamment impossible de démembrer les cadavres ou encore d'apercevoir des suspects complétements nus.

## Accueil
Ready or Not était le jeu le plus vendu sur Steam dans la semaine qui a suivi sa sortie et a été considéré comme un successeur de SWAT 4, le jeu a eu une note extrêmement positive sur Steam.

### Critiques
Selon Louis-Ferdinand Sébum, journaliste pour le magazine Canard PC, « Ready or Not, malgré ses quelques défauts et fautes de goût, est le seul jeu depuis vingt ans à recréer tout ce qui faisait le charme des SWAT et des Rainbow Six de la grande époque ».
Dans une première critique de Kotaku, Ethan Gach a qualifié Ready or Not de « jeu d'horreur tactique » et de « fantasme SWAT troublant », louant son réalisme, il critiqua également plusieurs easter egg du jeu, comme une boite de « pilule rouge » dans une poubelle avec l’inscription « Noggin Joggers » (expression sur l'action de penser) sur le côté, affirmant que ce serait un terme raciste inspiré par la mort d'Ahmaud Arbery, ou une boîte de compléments de vitamine D sur une table portant le slogan « Feels Good Man », dont un utilisateur sur Reddit a estimé qu'il s'agissait d'une référence à Pepe the Frog. Gach a également reproché le manque de femmes dans le jeu,. Les développeurs, en réponse à la critique, ont par la suite déclaré qu'ils supprimeraient les textes en question, en ajoutant que « l’intolérance n'a pas sa place sur Ready or Not ».
Ready or Not a été également critiqué par les joueurs chinois à la suite de la découverte du mème « Bing Chilling » dans le dossier voix off du jeu, prononciation phonétique en mandarin de « crème glacée », faisant allusion à John Cena mangeant de la glace lors de la promotion de Fast and Furious 9, le catcheur avait alors présenté des excuses après avoir qualifié Taïwan de pays indépendant.

### Ventes
En avril 2025, le FPS tactique franchit les 9 millions de ventes.
Le 19 juillet 2025, soit moins de 4 jours après la sortie du titre sur consoles, le PDG de VOID Interactive annonce que Ready or Not s'est écoulé à plus d'1 million d'exemplaires sur PlayStation 5 et Xbox Series,,. Puis, le 31 juillet 2025, le titre franchit la barre des 2 millions de ventes sur consoles.